# 불가리아 공산당
불가리아 공산당(불가리아어: Българска комунистическа партия)은 1919년 설립된 불가리아의 공산당으로 1946년부터 1989년까지 불가리아 인민공화국을 불가리아 농업국민연합과 함께 양당제로 통치했던 정당이다.

## 역사
불가리아 공산당은 1919년 불가리아 노동사회민주당의 볼셰비키 지지자들이 창당하였다. 이 정당의 설립은 바실 콜라로프 외 여러 공산주의 지식인들이 주도했으며, 당조직은 민주집중제로 운영되었다.
불가리아 공산당은 그해 치러진 불가리아 총선에서 18%의 득표율을 얻어 47석의 의석을 차지하며 의회 입성에 성공했고, 1923년까지 당세를 계속 확장하였다.
그러나 1924년 불가리아 왕국이 사회주의 활동을 금지하는 국가보안법을 통과시키면서 불법화되었고 지도부는 소련으로 망명해 무산 계급의 무장봉기를 촉구했다.
1926년 불가리아 국가보안법이 폐지되면서 불가리아 공산당은 다시 합법화되었고 게오르기 디미트로프가 이끄는 당 지도부는 당명을 불가리아 노동당으로 변경했다.
1941년 불가리아 왕국이 추축국에 가담하자 불가리아 왕국을 비판하며 나치 독일에 항거하는 무장투쟁에 돌입하였고, 1944년 9월 파시즘 정권을 전복하고 개혁정부를 수립했다.
1946년 불가리아 인민공화국을 수립하였고, 1948년 불가리아 노동사회민주당과 합당하며 다시 불가리아 공산당으로 명칭을 환원하였다.
불가리아 공산당은 전례없는 경제 성장이라는 성과를 이룩하였다. 1947년 불가리아 공산당이 내놓은 경제 정책은 높은 고용율과 낮은 실업율을 보장했고, 불가리아인들은 처음으로 복지를 누리게 되었다.
하지만 이 정당은 1970년대 후반부터 전체주의와 족벌주의 논란에 휩싸였고, 1980년대 후반부터 불가리아의 경제침체로 대중의 지지를 잃게 되었다.
1989년 토도르 지프코프가 사임했지만 사태는 여전히 악화되고 있었으며, 이미 당내 개혁파의 발언권은 증가하고 있었다. 1990년 당 지도부가 불가리아 사회당으로 당명을 변경하면서 불가리아 공산당은 소멸되었다.

## 역대 지도자

### 역대 서기장
- 디미타르 볼라고예프 (1919년 ~ 1924년)
- 바실 콜라로프 (1924년 ~ 1933년)
- 게오르기 디미트로프 (1933년 ~ 1949년)
- 벌코 체르벤코프 (1949년 ~ 1954년)
- 토도르 지프코프 (1954년 ~ 1989년)

## 같이 보기
- 게오르기 디미트로프
- 코민포름